# Liste der Kulturdenkmäler in Schwarzerden
In der Liste der Kulturdenkmäler in Schwarzerden sind alle Kulturdenkmäler der rheinland-pfälzischen Ortsgemeinde Schwarzerden aufgeführt. Grundlage ist die Denkmalliste des Landes Rheinland-Pfalz (Stand: 2. August 2023).

## Einzeldenkmäler
| Bezeichnung | Lage                  | Baujahr                           | Beschreibung                                                                              | Bild            |
| ----------- | --------------------- | --------------------------------- | ----------------------------------------------------------------------------------------- | --------------- |
| Wohnhaus    | Brunnenstraße 10 Lage | erste Hälfte des 19. Jahrhunderts | Fachwerkhaus mit Kniestock über hohem Bruchsteinsockel, erste Hälfte des 19. Jahrhunderts | Fotos hochladen |